# 小林武夫
小林 武夫（こばやし たけお、1931年（昭和6年）6月22日 - ）は、日本の政治家。元栃木県小山市長（1期）。元栃木県議会議員（2期）。

## 来歴
栃木県下都賀郡小山町（現・小山市）出身。1949年、栃木県立栃木農業高等学校卒。1963年、小山市議会議員に初当選し、3期務める。1975年から栃木県議会議員を2期務めた（無所属→自由民主党）。1984年、小山市長の栗田政夫は病気のため辞任。小林は市長選挙に立候補し、当選する。1988年、市内の中学校の建設に関わる贈収賄事件で逮捕され、6月に市長を辞任した。同年10月宇都宮地裁で懲役2年、執行猶予4年、追徴金300万円の有罪判決を受けた。